# Вронки (гмина)
Вронки (пол. Wronki) — гмина (уезд) в Польше, входит как административная единица в Шамотульский повет, Великопольское воеводство. Население — 18 791 человек (на 2004 год).

## Сельские округа
1. Бездрово
2. Хойно
3. Хойно-Блота
4. Хойно-Млын
5. Дмахово
6. Глухово
7. Ясённа
8. Клодзиско
9. Любово
10. Маряново
11. Нова-Весь
12. Обельжанки
13. Пакаве
14. Попово
15. Жецин
16. Самоленж
17. Старе-Място
18. Стружки
19. Вартослав
20. Вежхоцин
21. Врублево

## Прочие поселения
1. Александрово
2. Борек
3. Хойно-Блота-Мале
4. Хойно-Лесничувка
5. Домброва
6. Дембогура
7. Глуховец
8. Гоголице
9. Хубы-Опорово
10. Юзефово
11. Каролево
12. Краснобжег
13. Любово-Друге
14. Лютынец
15. Луцьяново
16. Машевице
17. Мокш
18. Надольник
19. Новы-Кракув
20. Олесин
21. Олин
22. Опорово-Хубы
23. Первошево
24. Пила
25. Пожарово
26. Пустельня
27. Самита
28. Смольница
29. Шклярня
30. Шостаки
31. Томашево
32. Варшава
33. Винногура
34. Здрое

## Соседние гмины
1. Гмина Хшипско-Вельке
2. Гмина Дравско
3. Гмина Любаш
4. Гмина Обжицко
5. Гмина Остроруг
6. Гмина Пневы
7. Гмина Серакув
8. Гмина Велень